# Efecte Miller

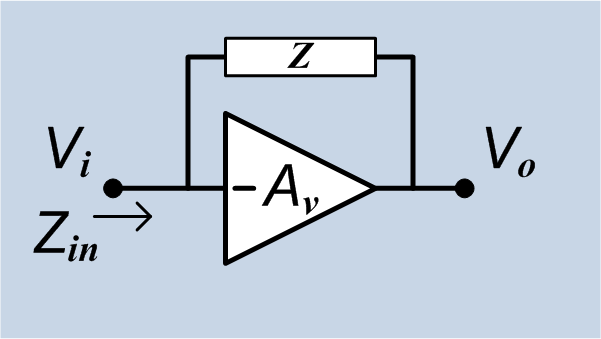
Figura 1: Un amplificador inversor de tensió ideal amb una sortida de connexió d'impedància a l'entrada.

En electrònica, l'efecte Miller explica l'augment de la capacitat d'entrada equivalent d'un amplificador de tensió inversora a causa de l'amplificació de l'efecte de la capacitat entre els terminals d'entrada i sortida. La capacitat d'entrada pràcticament augmentada a causa de l'efecte Miller ve donada per
{\displaystyle C_{M}=C(1+A_{v})\,}
on {\displaystyle -A_{v}} és el guany de tensió de l'amplificador inversor ({\displaystyle A_{v}} positiu) i {\displaystyle C} és la capacitat de retroalimentació.
Tot i que el terme efecte Miller normalment es refereix a la capacitat, qualsevol impedància connectada entre l'entrada i un altre node que presenta guany pot modificar la impedància d'entrada de l'amplificador mitjançant aquest efecte. Aquestes propietats de l'efecte Miller es generalitzen en el teorema de Miller. La capacitat de Miller a causa de la capacitat paràsita entre la sortida i l'entrada de dispositius actius com transistors i tubs de buit és un factor important que limita el seu guany a altes freqüències. La capacitat de Miller va ser identificada l'any 1920 en tubs de buit de triode per John Milton Miller.
L'efecte Miller va rebre el nom de John Milton Miller. Quan Miller va publicar el seu treball el 1920, estava treballant en triodes de tubs de buit. La mateixa anàlisi s'aplica als dispositius moderns com ara la unió bipolar i els transistors d'efecte de camp.
Considereu un amplificador de voltatge inversor ideal de guany {\displaystyle -A_{v}} amb una impedància {\displaystyle Z} connectat entre els seus nodes d'entrada i de sortida. Per tant, la tensió de sortida és {\displaystyle V_{o}=-A_{v}V_{i}}. Suposant que l'entrada de l'amplificador no treu corrent, tot el corrent d'entrada flueix {\displaystyle Z} i, per tant, ve donada per
{\displaystyle I_{i}={\frac {V_{i}-V_{o}}{Z}}={\frac {V_{i}(1+A_{v})}{Z}}}
La impedància d'entrada del circuit és
{\displaystyle Z_{in}={\frac {V_{i}}{I_{i}}}={\frac {Z}{1+A_{v}}}}
Si {\displaystyle Z} representa un condensador amb impedància {\displaystyle Z={\frac {1}{sC}}}, la impedància d'entrada resultant és
{\displaystyle Z_{in}={\frac {1}{sC_{M}}}\quad \mathrm {on} \quad C_{M}=C(1+A_{v})}
Així, la capacitat efectiva o de Miller C M és la C física multiplicada pel factor {\displaystyle (1+A_{v})}.
Com que la majoria dels amplificadors estan invertint ({\displaystyle A_{v}} tal com es defineix anteriorment és positiu), la capacitat efectiva a les seves entrades augmenta a causa de l'efecte Miller. Això pot reduir l'ample de banda de l'amplificador, restringint el seu rang de funcionament a freqüències més baixes. La petita unió i les capacitats periòdiques entre la base i els terminals del col·lector d'un transistor Darlington, per exemple, poden augmentar dràsticament pels efectes Miller a causa del seu alt guany, reduint la resposta d'alta freqüència del dispositiu.